# Igreja Presbiteriana Nacional
A Igreja Presbiteriana Nacional (IPN) é uma igreja federada a Igreja Presbiteriana do Brasil (IPB), sob jurisdição do Presbitério Brasília e Sínodo Brasília.
É a igreja em que está localizada a sede da Igreja Presbiteriana do Brasil.
Em 2016, foi também a 1ª igreja federada a IPB com maior arrecadação, conforme o relatório da Tesouraria do Supremo Concílio da Igreja Presbiteriana do Brasil, estando assim entre as maiores igrejas da denominação.

## História
A IPN foi fundada em 1960, ano da inauguração de Brasília, desde então a igreja cresceu para tornar-se uma das maiores igrejas locais federadas a IPB.
A IPN manifestou, em 1974, por meio de seu boletim, apoio ao governo de Ernesto Geisel, o primeiro protestante presidente do Brasil. O mesmo texto foi, posteriomente, publicado em órgão de circulação nacional da Igreja Presbiteriana do Brasil.
Em 2015 a Comissão Executiva da Igreja Presbiteriana do Brasil decidiu pela mudança da sede da Igreja Presbiteriana do Brasil para Brasília, escolhendo as dependência da IPN para a instalação da nova sede.
A IPN é uma igreja ativa em missões, trabalhando em conjunto coma Junta de Missões Nacionais da Igreja Presbiteriana do Brasil para platação de igrejas em diversas regiões do país.

## Pastores
A IPN tem como pastores: Reverendo Marco Antônio, Reverendo Walter Mello e Reverendo Obedes Junior.